# Jules Marcou
Jules Marcou, född 20 april 1824 i Salins-les-Bains, Jura, död 18 april 1898 i Cambridge, Massachusetts, var en fransk geolog och paleontolog.
Marcou påbörjade tidigt geologiska undersökningar i Jurabergen, blev 1848 anställd som resande geolog vid Muséum d’histoire naturelle i Paris och vistades därefter huvudsakligen i USA, då han 1853 knöts till US Geological Survey. Han företog en mängd geologiska undersökningar både i de östra och i de västra delstaterna. Av hälsoskäl och för att få tid till att bearbeta sina iakttagelser var han 1855-60 verksam som professor i paleontologi vid Polytechnikum i Zürich. Efter återkomsten till USA anställdes han vid den paleontologiska avdelningen på Museum of Comparative Zoology i Cambridge, Massachusetts.
Hans mest kända arbeten är Geology of North-America (1858) samt Carte géologique de la terre (1862, åtta blad; andra förbättrade utgåvan 1875).